# خورخي فيغال
خورخي فيغال (بالإسبانية: Jorge Figal)‏ (3 أبريل 1994 في الأرجنتين - ) هو لاعب كرة قدم أرجنتيني في مركز الدفاع. لعب مع أوليمبو وإنديبندينتي.

## روابط خارجية
- خورخي فيغال على موقع الدوري الأمريكي (الإنجليزية)
- خورخي فيغال على موقع قاعدة بيانات كرة القدم.إي يو (الإنجليزية)
- خورخي فيغال على موقع Soccerway.com (الإنجليزية)
- خورخي فيغال على موقع عالم كرة القدم.نت (الإنجليزية)